# Liste des cours d'eau des Pays-Bas

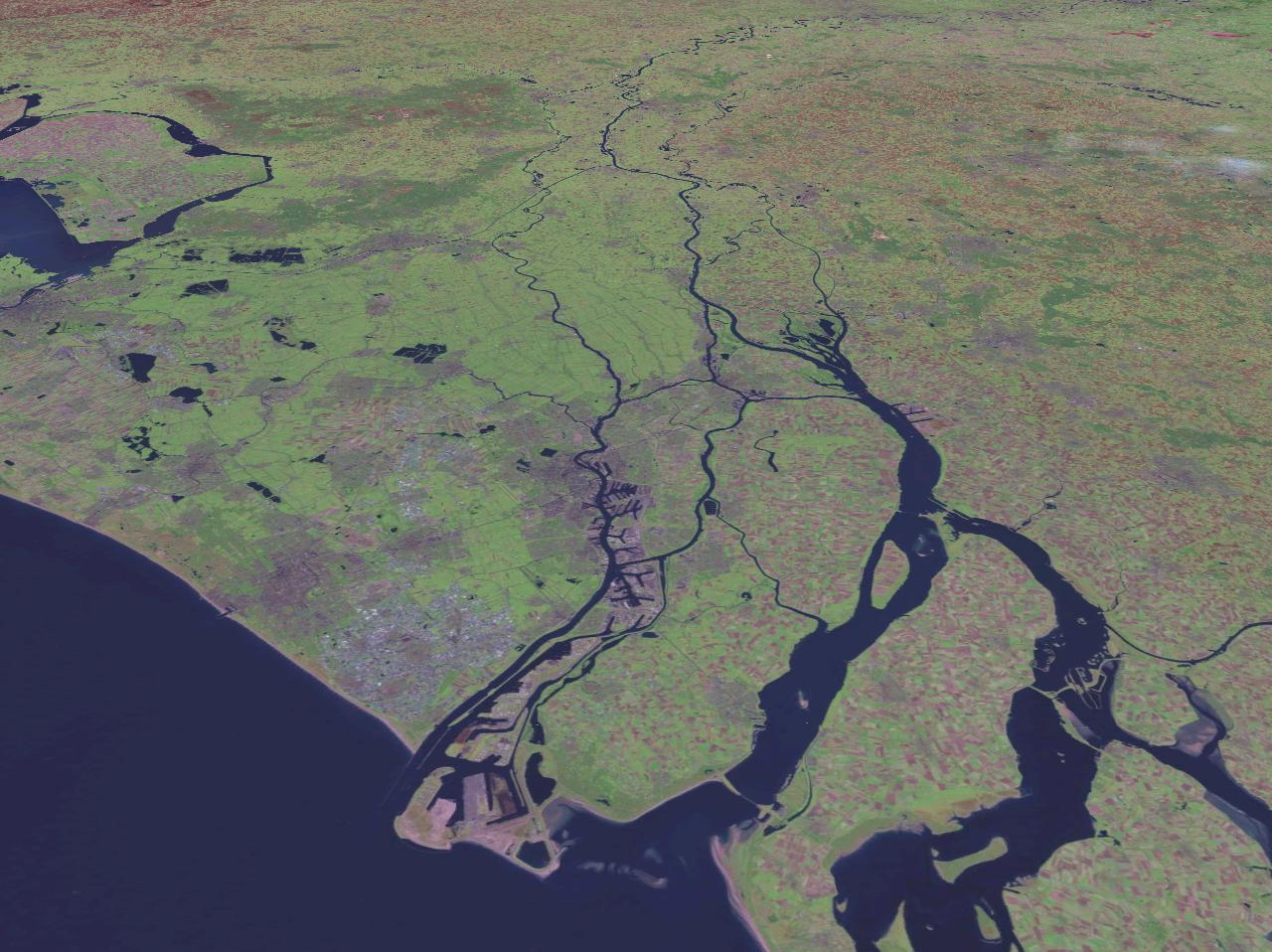
Estuaire du Rhin et de la Meuse

Cet article liste les fleuves, les rivières et autres cours d'eau des Pays-Bas.

## Fleuves et rivières principales
| Rivière               | Nom néerlandais | Affluents                                 |
| --------------------- | --------------- | ----------------------------------------- |
| La Bergsche Maas      | Bergsche Maas   | Waal                                      |
| L'Escaut              | Schelde         | Sensée, Haine, Scarpe, Lys, Dendre, Rupel |
| L'Escaut occidental   | Westerschelde   |                                           |
| L'Escaut oriental     | Oosterschelde   |                                           |
| Le Haringvliet        | Haringvliet     |                                           |
| La Hollands Diep      | Hollands Diep   |                                           |
| Le Lek                | Lek             |                                           |
| La Meuse              | Maas            |                                           |
| La Merwede            | Merwede         |                                           |
| La Merwede inférieure | Beneden-Merwede |                                           |
| La Merwede supérieure | Boven-Merwede   |                                           |
| La Nouvelle Meuse     | Nieuwe Maas     |                                           |
| La Nouvelle Merwede   | Nieuwe Merwede  |                                           |
| Le Rhin               | Rijn            |                                           |
| Le Rhin inférieur     | Nederrijn       |                                           |
| La Vieille Meuse      | Oude Maas       |                                           |
| Le Vieux Rhin         | Oude Rijn       |                                           |
| Le Wahal              | Waal            |                                           |
| L'Yssel               | IJssel          |                                           |

### Autres fleuves, rivières, ruisseaux
- Aa - Aa - Aa of Goorloop - Aa of Weerijs - Aar - Aa-strang - Achterste Diepje - Achterste Stroom - Afgedamde Maas - Alblas - Alm - Amer - Amerdiep - Amstel - Andersche Diep - Angstel - Anloërdiepje - Anreeperdiep
- Barneveldse Beek - Beekgraaf - Beekloop - Beerze - Bellemanbeek - Berkel - Bissebeek - Bleekloop - Boarn - Boerdonkse Aa - Brielse Maas - Bullewijk - Buulder Aa - Buurserbeek
- Caumerbeek - Cötelbeek
- Dalems Stroompje - Deurzerdiep - Devel - Diem - Dieze - Dinkel - Dintel - Does - Dokkumer Ie - Dommel - Donge - Donkervoortse Loop - Dordtsche Kil - Drecht - Drentsche Aa - Drentsche Diep
- Eelderdiep - Eem - Eems - Ekkersrijt - Enge IJssel - Esschestroom - Esvelderbeek
- Fivel
- Gaasp - Galoppe (Gulp) - Gantel - Ganzediep - Gasterensche Diep - Geer (Jeker) - Geeuw - Gein - Geleenbeek - Gender - Giessen - Glanerbeek - Goorloop - Gouwe - Graafstroom - Grecht - Groote Beek - Groote Molenbeek - Groote Tjariet - Grote Aa - Grote Aa - Grote Wetering - Gueule (Geul)
- Heieindse Loop - Hoevelakense Beek - Holendrecht - Holvense Beek - Hoogeindsche Beek - Hooidonkse Beek - Houkesleat - Hulsbergerbeek - Hunze
- Kaardingermaar - Keersop - Kendel - Kingbeek - Kleine Aa - Kleine Aa of Dommeltje - Kleine Beerze - Kleine Dommel - Korne - Korte Linschoten - Korte Vliet - Krammer - Kromme Aar - Kromme Mijdrecht - Kromme Raken - Kromme Rijn - Kromme IJssel - Kwistbeek
- Lange Linschoten - Lauwers - Lei - Lek - Leijgraaf - Liede - Linde - Linge - Linschoten - Loet - Looner Diep - Lopikerwetering - Luiperbeek - Luts - Luttike Rijn
- Mark - Meersloot - Merkske - Meije - Molenbeek - Minstroom - Munte - Mussel-Aa
- Nauwe Alblas - Neerbeek - Niers - Nieuwe Aa - Nieuwe Leij - Noor - Noord - Nouveau Rhin (Nieuwe Rijn)
- Oostermoerschevaart - Oude Aa - Oude Ae - Oude Lauwers - Oude Leij - Oudemolensche Diep - Oude Schipbeek - Vieil Yssel - Overijsselse Vecht
- Peelrijt - Peizerdiep - Platsbeek - Poppelse Leij
- Raam - Raamloop - Reest - Reider Ee - Rekere - Retersbeek - Reusel - Regge - Reitdiep - Rhin de Leyde - Rietbaan - Roer - Roode Beek - Roodloop - Rolderdiep - Rosep - Rotte - Rovertse Leij - Ruiten-Aa - Run
- Scharmer Ae - Scheur - Schie - Schiedamse Schie - Schinkel - Schipbeek - Schipborgsche Diep - Schoonebeker Diep - Selwerderdiepje - Slinge - Slochter Ae - Soestwetering - Spaarne - Spui - Spruitenstroompje - Steenbergse Vliet - Sterkselse Aa - Strijper Aa - Swalm
- Taarlosche Diep - Ten Poster Ae - Tjamme - Tjonger - Tongelreep
- Vecht - Veengoot - Vieil Yssel (Oude IJssel) - Vledder Aa - Vleutloop - Vliet - Vlist - Vloedgraaf - Volkerak - Voorste Diepje - Voorste Stroom - Voorzaan
- Waaltje - Wantij - Weezebeek - Weipoortse Vliet - Westerdiep - Westeremdermaar - Westerwoldse Aa - Winkel - Witte Loop - Wold Aa - Woltersumer Ae - Worm
- Yssel hollandais (Hollandse IJssel)
- Zaan - Zeegserloopje - Zeemsloot - Zeepe - Zoom - Zwarte Water - Zijldiep - Zijpe

## Bassins versants
- Bassin versant de l'Escaut
- Bassin versant de la Meuse
- Bassin versant du Rhin